# 陳詩雅 (1987年)
陳詩雅（英語：Sarah Chan，1987年7月13日—），是模特兒，（Cool Style Talent Management）前旗下之全職模特兒，同公司模特兒則包括在香港發展的Angelababy和中國名模熊黛林等。
2008年，因拍攝飲品檸檬利賓納茶餐廳篇的電視廣告備受注目。
2009年，因拍攝美心天使蛋糕和麥當勞足三兩電視廣告，而為人所認識。

## 演出作品

### 廣告
- 麥當勞 足三兩
- 麥當勞 點JACK 點Sin
- PCCW
- 現代書院
- SONY
- Visa
- SUGARS(中國)
- OLAY(上海)
- 美心天使蛋糕
- 恆生銀行
- ASIA WORLD EXPO
- 繽紛樂(上海)
- 雀巢
- PCCW I LOVE九龍

(不能盡錄)

### MV演出
- 陳慧琳：《望愛》
- Style Model:《花樣十年》
- Yellow! 野佬:《著襪浸溫泉》
- 劉浩龍: 《說明書》
- 吳雨霏：《留不低》
- Dear Jane:《咖啡因眼淚》

## 外部連結
- 陳詩雅論壇
- 陳詩雅嗒蛋糕迷暈電車男 （页面存档备份，存于）